# Marc Tici el Jove
Marc Tici o Marc Titi (en llatí Marcus Titius) va ser un polític romà, cònsol sufecte l'any 31 aC i general de l'exèrcit a la darrera etapa de la República Romana.

## Orígens
Era fill de Marc Tici el Vell o Lucius Titius i nebot del cònsol de l'any 42 aC Luci Munaci Planc. El seu pare va ser proscrit a finals del 43 aC i va fugir a Sicília per unir-se a Sext Pompeu Pius, qui s'estava fent fort a l'illa. Marc Tici va aixecar una petita flota costejada personalment i amb ella va saquejar la costa d'Etrúria, però el 40 aC va ser fet presoner per Menes, un dels almiralls de Sext, a les costes de la Gàl·lia Narbonense. Pompeu li va perdonar la vida principalment per respecte al seu pare, un dels seus aliats. A la pau de Misenum del 39 aC entre el Segon Triumvirat i Sext Pompeu, es va permetre que molts exiliats poguessin retornar a Roma, i Tici i el seu pare així ho van fer.

## Al servei de Marc Antoni
Probablement sota la influència de Munaci Planc, Tici va entrar al servei de Marc Antoni i va servir com el seu qüestor a la campanya contra els parts l'any 36 aC. Mentrestant, Sext Pompeu havia estat derrotat per Octavi i havia fugit a l'illa de Lesbos, des d'on va enviar missatgers per entrevistar-se amb Marc Antoni, que retornava cap Itàlia. Malgrat tot, Marc Antoni no es refiava i va enviar a Marc Tici amb part de la flota i l'exèrcit per enfrontar-se amb Sext Pompeu si era necessari o bé escortar-lo fins a Alexandria si volia mantenir discussions de pau.
Mentre Tici avançava, Sext Pompeu havia reorganitzat part dels seus seguidors i havia arribat sense oposició a l'Àsia Menor, on el governador romà Gai Furni no tenia prou tropes per fer-li front. Així Pompeu va capturar Làmpsac, Nicea i Nicomèdia abans de l'arribada de Tici amb 120 naus de guerra. A aquestes s'hi van unir unes altres 70 naus d'Octavi, fent-se fort a l'Illa de Màrmara.
Veient que la flota enemiga era molt superior a la seva, Sext Pompeu va cremar les seves pròpies naus i va marxar amb la infanteria a través de Bitínia cap Armènia, perseguit per Tici, Furni i el rei de Galàcia Amintes. Aviat, la situació de Sext Pompeu esdevingué desesperada i va acudir a Furni, amic del seu pare, oferint la seva rendició si Furni l'acompanyava davant Marc Antoni. Malgrat tot, Furni no tenia autoritat per negociar, ja que Tici era el comandant suprem de les tropes. Però Sext Pompeu no es volia rendir a Tici perquè un cop li havia perdonat la vida i per això el considerava un ingrat, així que va organitzar un atac nocturn per calar foc a les naus de Tici.
L'atac va fracassar perquè Sext va ser traït pel seu germanastre Marc Emili Escaure i capturat per Amintes. D'allí el portaren a Milet on va ser executat l'estiu del 35 aC per ordres de Tici. Si aquesta decisió fou presa per Tici o sota les instruccions de Marc Antoni o Munaci Planc és quelcom incert, però el fet de negar-li el dret de ser jutjat a un ciutadà romà era una il·legalitat que més tard Octavi aprofitaria per atacar el seu rival Marc Antoni.

## Al servei d'Octavi
El 33 aC era clar que Octavi i Marc Antoni acabarien enfrontant-se per esdevenir l'únic governant de l'Imperi Romà. Marc Antoni va reunir els seus a Efes, on Marc Tici, el seu oncle Munaci Planc, Gneu Domici Aenobarb i altres líders van intentar convèncer-lo que es desfés de la seva amant egípcia Cleòpatra VII. Marc Antoni s'hi va negar i va traslladar la seva base a l'illa de Samos, on aparentment Tici el va seguir, ja que s'hi ha trobat una inscripció amb el seu nom.
L'any 32 aC, però, oncle i nebot van desertar i es passaren al bàndol d'Octavi. La raó va poder ser el seu rebuig a la relació entre Marc Antoni i Cleopatra o bé l'oportunisme de passar-se al bàndol més fort abans que esclatés la guerra. Els dos desertors van informar a Octavi sobre el contingut del testament de Marc Antoni i el lloc on aquest el guardava, perquè ambdós havien estat testimonis i l'havien signat. Octavi, il·legalment, va aconseguir el document, guardat per les verges vestals, i va descobrir que aquest disposava diverses cessions territorials als fills de Cleòpatra, així com el desig exprés de Marc Antoni de ser enterrat a Egipte. Això va permetre a Octavi guanyar-se el suport dels romans en general i del Senat en particular.
Com anècdota, Marc Tici va promoure uns jocs en el teatre de Sext Pompeu, només per trobar que el poble seguia tenint en gran estima al fill de Gneu Pompeu Magne i el van rebre amb gran hostilitat, fins al punt que Marc Tici va haver de fugir per por a ser linxat.
El 31 aC va ser nomenat cònsol sufecte i amb aquest càrrec va participar en la decisiva batalla d'Àccium. Juntament amb Tit Estacili Taure va derrotar la cavalleria de Marc Antoni.
El 13/12 aC va esdevenir governador de Síria com a successor de Marc Vipsani Agripa. Es desconeix la data de la seva mort.

## Matrimoni
Va estar casat amb Fàbia Paulina, filla de Quint Fabi Màxim (llegat). No se sap si van tenir descendència